# I favoriti dell'imperatore Onorio
I favoriti dell'imperatore Onorio (The Favourites of the Emperor Honorius) è un dipinto ad olio su tela (117×202 cm) realizzato dal pittore preraffaellita John William Waterhouse nel 1883.

## Descrizione
La tela rappresenta l'imperatore romano Onorio amenamente occupato con i suoi amatissimi uccelli mentre diversi religiosi e funzionari provano ad avvicinarsi per discutere con lui di faccende di Stato. Onorio fu infatti imperatore in un periodo caratterizzato dalle invasioni barbariche e, in particolare, dall'assedio di Roma ad opera del visigoto Alarico. Lo storico bizantino Procopio di Cesarea racconta nella Storia delle guerre un episodio che sottolinea sia l'inettitudine che l'amore per gli uccelli del giovane imperatore:
(Procopio di Cesarea, Storia delle guerre, libro I, capo II, trad. Giuseppe Rossi (1833))
L'uso dei colori di Waterhouse sottolinea l'estraniamento di Onorio e il fatto che l'imperatore viva in un mondo tutto suo: Onorio e il tappeto su cui si trovano gli uccelli sono caratterizzati da tinte scure, mentre l'ambientazione e le toghe dei funzionari sono chiare.